# Myotis melanorhinus
Myotis melanorhinus (Merriam, 1890) è un pipistrello della famiglia dei Vespertilionidi diffuso nell'America settentrionale.

## Descrizione

### Dimensioni
Pipistrello di piccole dimensioni, con la lunghezza della testa e del corpo tra 34,4 e 44 mm, la lunghezza dell'avambraccio tra 30 e 34 mm, la lunghezza della coda tra 30 e 45 mm, la lunghezza del piede tra 5,8 e 7 mm, la lunghezza delle orecchie tra 12,2 e 15 mm, e un peso fino a 5 g.

### Aspetto
Le parti dorsali sono giallastre brillanti, mentre le parti ventrali hanno una tinta più brunastra. Il muso, le orecchie e le membrane alari sono neri. Le ali sono attaccate posteriormente alla base delle dita dei piedi, i quali sono piccoli. La punta della coda si estende di circa 1,5-2,5 mm oltre l'ampio uropatagio. Il calcar è distintamente carenato.

## Biologia

### Comportamento
Si rifugia all'interno di grotte, edifici, miniere, crepacci e occasionalmente sotto ponti e cortecce di alberi. Durante la notte si spostano in edifici e grotte. Forma colonie di oltre 50 individui. L'attività predatoria inizia al tramonto con picchi che partono da mezz'ora dopo fino a 3 ore. Il volo è lento e manovrato. Durante la stagione fredda tra novembre e marzo entra in ibernazione, sebbene sia tollerante al freddo.

### Alimentazione
Si nutre di piccoli insetti volanti, come le falene, mosche e coleotteri, catturati tra gli alberi o sopra specchi d'acqua.

### Riproduzione
Gli accoppiamenti avvengono in autunno. I piccoli nascono da maggio fino a giugno, con picchi alla fine di maggio. Le femmine danno alla luce un piccolo alla volta, sebbene siano stati osservati parti gemellari. Femmine in allattamento sono state catturate in Nuovo Messico nei mesi di giugno e luglio. L'aspettativa di vita è di circa 12 anni.

## Distribuzione e habitat
Questa specie è diffusa nella Columbia Britannica meridionale, stati di Washington, Oregon, California, Idaho, Nevada, Arizona, Utah, Colorado, Wyoming centro-meridionale, Nuovo Messico, Texas e Oklahoma occidentali; Messico settentrionale e centrale fino a Città del Messico.
Vive in zone aride e foreste di conifere fino a 2.700 metri di altitudine.

## Conservazione
La IUCN Red List, considerato il vasto areale e la presenza in diverse aree protette, classifica M.melanorhinus come specie a rischio minimo (Least Concern)).